# غاو يوان يوان
قاو يوان يوان (بالصينية: 高圆圆) (بالصينية:高圓圓) (ولدت في 5 أكتوبر 1979) هي ممثلة الصينية.

## حياة
ولدت قاو في بكين يوم 5 أكتوبر عام 1979، ودخلت صناعة الترفيه في عام 1996.كما تم اختيار غاو في عام 2008 لتكون حاملة للشعلة في مدينة نانجينغ وهي المحطة تتابع لشعلة دورة الألعاب الأولمبية الصيفية لعام 2008

## وصلات خارجية
- غاو يوان يوان على موقع IMDb (الإنجليزية)
- غاو يوان يوان على موقع ألو سيني (الفرنسية)
- غاو يوان يوان على موقع أول موفي (الإنجليزية)
- غاو يوان يوان على موقع قاعدة بيانات الفيلم (الإنجليزية)
- غاو يوان يوان على موقع كينوبويسك (الروسية)
- غاو يوان يوان على موقع كينوبويسك (الروسية)
- Gao Yuanyuan's profile on spcnet.tv